# Вильякорта, Хуан Висенте
Хуа́н Висе́нте Вильяко́рта Ди́ас (22 января 1764 — 1 ноября 1828) — центральноамериканский политический деятель начала XIX века.

## Биография
Родился в 1764 году в городе Сакатеколука. 5 января 1822 года состоялась аннексия Центральной Америки Мексикой. Однако Правящая хунта провинции Сан-Сальвадор не согласилась с этим решением, и 11 января 1822 года провозгласила независимость провинции Сан-Сальвадор. Началась война с Мексикой, в ходе которой Вильякорта принимал участие в обороне города Сан-Висенте.
В марте 1823 года Мексиканская империя пала. 1 июля 1823 года Конституционная ассамблея Центральной Америки вновь провозгласила независимость, и избрала для управления Центральной Америкой триумвират из Педро Молины Масарьегоса, Мануэля Хосе Арсе и Хуана Висенте Вильякорты. 3 августа 1823 года Висенте Филисола эвакуировался с войсками из Гватемалы в Мексику, оставив Триумвират единственной исполнительной властью в Центральной Америке. Первый Триумвират осуществлял власть до 4 октября 1823 года, после чего его сменил Второй Триумвират, в состав которого Вильякорта уже не вошёл.
14 марта 1824 года вступила в силу первая Конституция Федеративной Республики Центральной Америки, в соответствии с которой провинция Сан-Сальвадор была преобразована в штат Сальвадор. В мае Конституционная ассамблея штата ввела в действие Конституцию Сальвадора. В соответствии с этой Конституцией были проведены выборы верховного правителя штата и его заместителя, которыми стали Хуан Висенте Вильякорта и Мариано Прадо. 1 октября 1824 года Хуан Мануэль Родригес передал исполнительную власть в штате Мариано Прадо, который исполнял обязанности главы штата вплоть до официальной инаугурации Вильякорты, состоявшейся 13 декабря.
В это время началось восстание в Никарагуа, и Вильякорта послал Мануэля Хосе Арсе и 500 солдат, чтобы помочь подавить его. Арсе удалось в январе 1825 года добиться умиротворения, после чего он с войсками вернулся в Сальвадор. 20 апреля 1825 года Вильякорта утвердил использование печатей на официальных документах, таких как контракты, судебные постановления и т. д.; а за простановку печатей была введена плата. В том же месяце была введена цензура для сочинений архиепископа Гватемалы, фра Рамона Казауса-и-Торреса, который высказывался против признания падре Хосе Матиаса Дельгадо архиепископом Сан-Сальвадора. В результате, Федеральный Президент Арсе высказал предупреждение Казаусу, и тот приостановил свои нападки на Дельгадо.
В 1826 году Вильякорта издал декрет, в соответствии с которым при поступлении в Военную Академию стипендия преимущественно давалась детям тех, кто погиб, защищая родину в 1811, 1814, 1822 и 1823 годах. В октябре 1826 года он отправил 300 солдат в Гватемалу на помощь федеральному президенту Арсе.